# Clypeaster eurypetalus
Clypeaster eurypetalus is een zee-egel uit de familie Clypeasteridae.
De wetenschappelijke naam van de soort werd in 1925 gepubliceerd door Hubert Lyman Clark.